# سد شوسف
سد شوسف یک منطقهٔ مسکونی در ایران است که در دهستان شوسف واقع شده‌است.